# Lokesh Ohri
Lokesh Ohri é um antropólogo, historiador, escritor e activista cultural indiano de Dehradun, Uttarakhand, que fez campanha pela preservação do património natural e cultural do Vale Doon. Ele é o fundador do Been There Doon That, uma iniciativa educacional que trabalha pela consciencialização sobre a história natural, social e cultural do Vale do Doon através de caminhadas, palestras e workshops. Ele é um convocador para o capítulo Dehradun do Indian National Trust for Art and Cultural Heritage.

## Biografia
Ohri nasceu em Dehradun e frequentou a St Joseph's Academy e tem um mestrado em sociologia. Ele recebeu o seu PhD em antropologia cultural pela Universidade de Heidelberg. Ohri há muito faz campanha contra o desenvolvimento rápido e insensível em Uttarakhand, particularmente na capital do estado, Dehradun, o que levou a uma redução da cobertura verde do estado, perda parcial ou total de canais históricos e leitos fluviais devido à poluição ou à construção de estradas; também luta contra o restauro de baixa qualidade de monumentos históricos. Em 2013, ele fundou o Been There Doon That, uma iniciativa que destaca o património cultural, natural e social do Vale Doon através de palestras públicas, conversas e caminhadas pelo património.